# Tanaka Riku
Riku Tanaka (sinh ngày 4 tháng 5 năm 1999) là một cầu thủ bóng đá người Nhật Bản.

## Sự nghiệp câu lạc bộ
Riku Tanaka đã từng chơi cho Kashiwa Reysol.